# Женска одбојкашка репрезентација Југославије
Женска одбојкашка репрезентација Југославије је представљала СФР Југославију на међународним одбојкашким такмичењима.
Највећи успех репрезентације је бронзана медаља на Европском првенству 1951. што је била и прва међународна медаља за југословенску одбојку. Репрезентација је још девет пута учествовала на Европским првенствима, једном на Светским првенствима док на Олимпијске игре није успела да се квалификује. На Медитеранским играма освојене су три медаље, по једна златна, сребрна и бронзана на исто толико учешћа.

## Резултати на међународним такмичењима

### Светско првенство
| Година | Место           | Пласман               |
| ------ | --------------- | --------------------- |
| 1952   | Совјетски Савез | Није се квалификовала |
| 1956   | Француска       | Није се квалификовала |
| 1960   | Бразил          | Није се квалификовала |
| 1962   | Совјетски Савез | Није се квалификовала |
| 1967   | Јапан           | Није се квалификовала |
| 1970   | Бугарска        | Није се квалификовала |
| 1974   | Мексико         | Није се квалификовала |
| 1978   | Совјетски Савез | 16. место             |
| 1982   | Перу            | Није се квалификовала |
| 1986   | Чехословачка    | Није се квалификовала |
| 1990   | Кина            | Није се квалификовала |

### Европско првенство
| Година | Место           | Пласман               |
| ------ | --------------- | --------------------- |
| 1949   | Чехословачка    | Није се квалификовала |
| 1950   | Бугарска        | Није се квалификовала |
| 1951   | Француска       | 3. место              |
| 1955   | Румунија        | Није се квалификовала |
| 1958   | Чехословачка    | 7. место              |
| 1963   | Румунија        | 8. место              |
| 1967   | Турска          | Није се квалификовала |
| 1971   | Италија         | 14. место             |
| 1975   | Југославија     | 8. место              |
| 1977   | Финска          | 9. место              |
| 1979   | Француска       | 10. место             |
| 1981   | Бугарска        | 11. место             |
| 1983   | Источна Немачка | Није се квалификовала |
| 1985   | Холандија       | Није се квалификовала |
| 1987   | Белгија         | Није се квалификовала |
| 1989   | Западна Немачка | 8. место              |
| 1991   | Италија         | 12. место             |

### Медитеранске игре
| Година | Место      | Пласман          |
| ------ | ---------- | ---------------- |
| 1975   | Алжир      | Победник         |
| 1979   | Сплит      | 2. место         |
| 1983   | Казабланка | 3. место         |
| 1981   | Латакија   | Није учествовала |
| 1991   | Атина      | Није учествовала |